# Jakob Brunner (Politiker, 1853)
Jakob Brunner (* 5. Februar 1853 in Stockheim; † 5. Februar 1901 ebenda) war ein hessischer Politiker (Nationalliberale Partei) und ehemaliger Abgeordneter der 2. Kammer der Landstände des Großherzogtums Hessen.

## Familie
Jakob Brunner war der Sohn des Mühlenbesitzers Johann Ludwig Brunner und dessen Frau Anna Elisabeth geborene Bär. Er heiratete am 17. Juli 1877 Elisabetha geborene Bär. Jakob Brunner arbeitete als Landwirt und Müller in Stockheim.

## Politik
In der 30. und 31. Wahlperiode (1897–1901) war Jakob Brunner Abgeordneter der zweiten Kammer der Landstände des Großherzogtums Hessen. In den Landständen vertrat er den Wahlbezirk Starkenburg 2/Michelstadt. Nach seinem Tod wurde Friedrich Lang sein Nachfolger im Landtag. Er war Mitglied des hessischen Landwirtschaftsrates.